# Rawdża
Duldujtyn Danzanrawdżaa (Rawdża), tybet. bLo-bzang-bstan-dzin-rab-rgjas (mong. Дулдуйтын Данзанравжаа, ur. 1803 w Szuwuun Szand w Mongolii, zm. 1856) – mongolski lama, pisarz, poeta i dramaturg, prekursor teatru w Mongolii.

## Życiorys
Urodził się w rodzinie biednego arata, wychowywał się w klasztorach buddyjskich. Pisał w językach mongolskim i tybetańskim, a część utworów w obu językach. Gdy miał 8 lat, został rozpoznany jako piąta inkarnacja Nojon chutuchty. Nie przestrzegał dyscypliny klasztornej, był zaliczany do buddyjskich "szalonych świętych" tradycji rŃing-ma-pa. Od 1820 do 1843 założył wiele buddyjskich klasztorów, a w 1832 założył pierwszy mongolski teatr. Pisał pieśni religijne, miłosne (Ülemdżijn czanar - Pełna wielkich zalet), poematy dydaktyczne (Szaw’naryntaa dzoriulsan surgaal - Pouczenie dla moich uczniów), dygresyjne, filozoficzne, prozatorskie utwory liryczne i dramaty. Stosował aliterację i rytm, a w poezji tybetańskiej metrum. Włączył do literatury buddyjskiej ludowe środki literackie. Krytykował buddyjski kler i feudałów. Nawiązywał do niektórych założeń buddyjskiej szkoły ningma, wychwalał picie wina i piękno kobiet, co doprowadziło go do konfliktu z dominującą w Mongolii szkołą gelug. W 1833 wystawił swój dramat w języku mongolskim Saran chöchöönij namtar (Biografia księżycowej kukułki), oparty na tybetańskiej opowieści.